# John Carik
John Carik est un personnage fictif étant présenté comme un personnage de soutien dans le comic du milieu des années 1990 Blade : The Vampire Hunter, publié par Marvel Comics.
Il a été exclusivement mentionné dans les sollicitations pour Blade the Vampire Hunter comme étant John Bible et l’usage de son surnom a été établi dès sa première apparition. Cependant, le nom de Bible John a rarement été utilisé dans les autres numéros.
Il est l’un des derniers d’un ordre de guerrier nommé Cathari qui prend tous les vœux pour combattre les forces diaboliques du surnaturel.

## Histoire de publication
John Carik est apparu dans presque tous les dix premiers numéros de Blade the Vampire Hunter (juillet 1994 à avril 1995).  Le seul numéro où il n’est pas apparu est le numéro 6.
Blade the Vampire Hunter a été annulé au milieu de son histoire.  La dernière fois qu’on l’a vu, John Bible Carik était calme et se relevait de ses blessures à Chiaroscurio.  Le personnage n’a pas fait d’apparition depuis et les événements entourant sa vision doit pourtant être révélée.

## Biographie fictive

### Origines
En tant que professeur d’antiquités pour l’institut de Kronenberg à Londres, John Carik a mené une expédition en Afrique de l’est. Le but de son groupe était de découvrir le tombeau d’un Chevalier du Templier avec une réputation d’un être diabolique. Une fois là-bas, Carik et son équipe ont été attaqués par le Chevalier du Templier en question et Carik fut le seul membre de son équipe à en sortir vivant. En épilogue, il se rendit compte que la découverte l’avait doué de prémonition. Il est bientôt contacté par les Cathari et les a rejoints.

### Blade: The Vampire Hunter
Blade the Vampire Hunter commence quand « Bible John » Carik a une vision du retour de Dracula et de la destruction probable de la Ville de New York. Sa vision lui donne la connaissance que Blade est le seul qui peut empêcher les événements de se réaliser. Afin d’avertir Blade, Carik échappe à la Clinique Psychiatric Nyman et va voir Blade. Une fois qu’il trouve Blade, Carik lui donne un compas de sorcière, un appareil pour voir le surnaturel.
Utilisant le compas, Carik et Blade vont au Body Hammer, une boîte de nuit pour les vampires. À l’intérieur ils trouvent et combattent Dracula sans résultat.
Quelques jours après le combat au Body Hammer, Carik invite Blade à Chiaroscurio (connu comme le Cathari Academy of Light and Shade) pour la première fois.  Là-bas, il révèle qu’il a découvert la preuve d’événements sombres à Los Angeles, Californie.  Une fois là-bas, ils découvrent la prêtresse vaudou Marie LaVeau et le vampire Steppin’ Razor qui tente de ramener le Seigneur des Vampires Varnae sur terre.
Après leur retour de Los Angeles, les Chiaroscurios sont attaqués par Deacon Frost. Carik est vaincu dans le combat et est amené à l’hôpital. Il ne reste pas là-bas longtemps quand Blade surgit furtivement à l’hôpital pour emmener Carik en sécurité à Chiaroscurio. De nouveau Chiaroscurio est attaqué, cette fois par une paire de vampires appelés les Vampz.

## Pouvoirs et habiletés
« Bible John » Carik est couvert de la tête au pied de signes qu’il a taillé dans sa propre chair et qui le protègent contre les êtres surnaturels.  Dans Blade the Vampire Hunter #3 (Septembre 1994), Dracula s’empare de Carik par le poignet, et les signes brûlent Dracula à la main et le forcent à relâcher Carik.

## Représentations dans les autres médias
Bien qu’il n’a jamais fait d’apparition dans les films de la trilogie Blade, ou dans la série télévisée Blade, plusieurs traits du personnage de John Carik sont visibles en Abraham Whistler.